# Revolution (2025)
O Revolution 2025 foi um evento pay-per-view (PPV) de luta livre profissional produzido pela All Elite Wrestling (AEW). Foi o sexto Revolution anual e aconteceu em 9 de março de 2025, na Crypto.com Arena em Los Angeles, Califórnia.
Doze lutas foram disputadas no evento, incluindo três no pré-show "Zero Hour". O evento principal viu Jon Moxley derrotar Cope e Christian Cage por submissão técnica em uma luta three-way para reter o Campeonato Mundial da AEW; inicialmente, era uma luta individual entre Moxley e Cope, mas no meio da luta, Cage utilizou seu contrato de combate pelo Campeonato do Casino Gauntlet para transformar a disputa em uma luta de três participantes. Em outras lutas de destaque, "Timeless" Toni Storm derrotou Mariah May em uma luta Falls Count Anywhere para reter o Campeonato Mundial Feminino da AEW, Swerve Strickland derrotou Ricochet para se tornar o desafiante nº 1 ao Campeonato Mundial da AEW e, na luta de abertura, "Hangman" Adam Page derrotou MJF.

## Produção

### Introdução

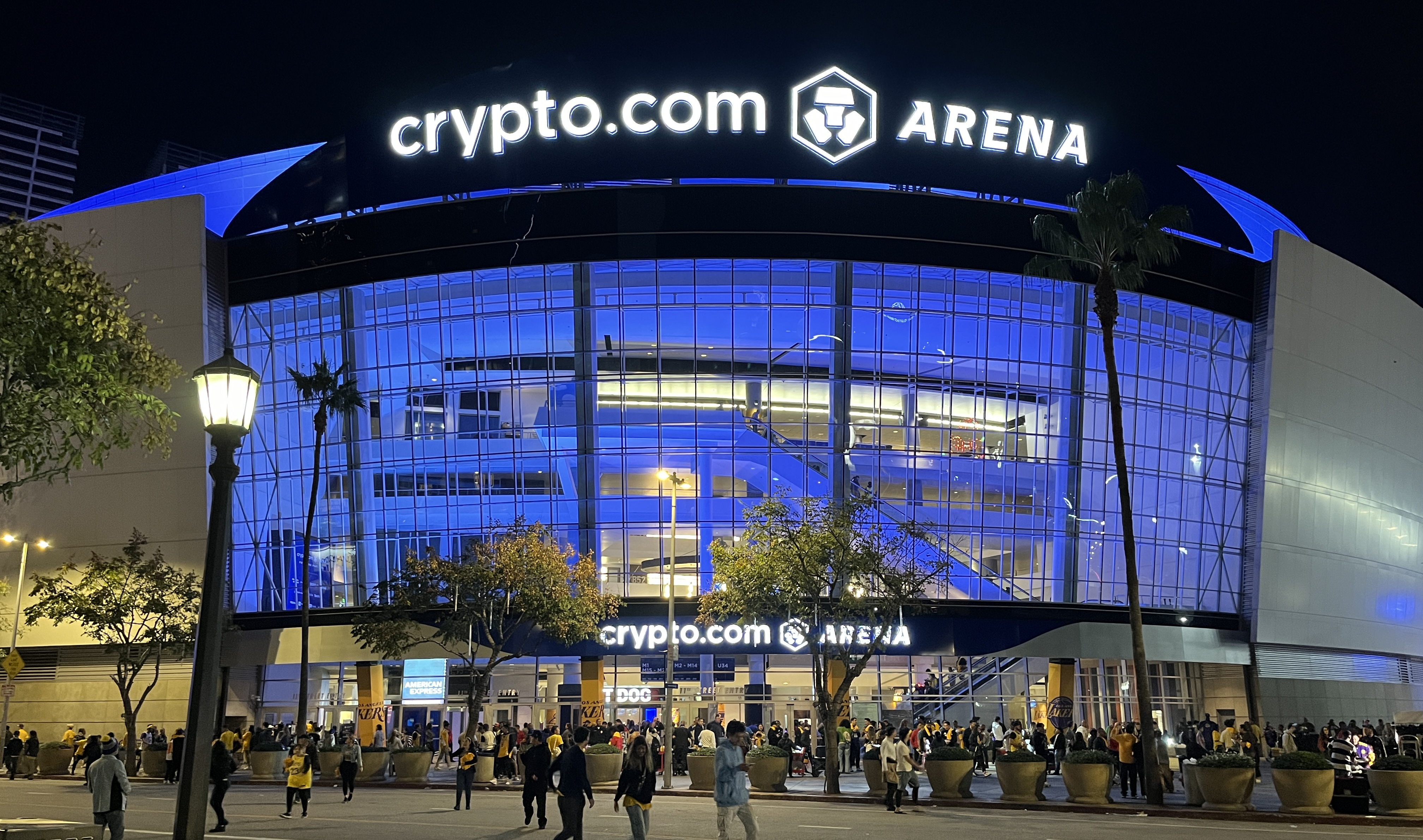
O evento foi realizado na Crypto.com Arena, marcando o primeiro evento da All Elite Wrestling realizado no local.

Revolution é um wrestling profissional pay-per-view (PPV) evento realizado anualmente por  All Elite Wrestling (AEW) desde 2020 - foi originalmente realizado no final de fevereiro, mas mudou para o início de março de 2021. É um dos PPVs "Big Five" da AEW, que também inclui Double or Nothing, All In, All Out e Full Gear, seus cinco maiores shows produzidos ao longo do ano. Em 19 de novembro de 2024, a AEW anunciou que a sexta Revolução aconteceria na Crypto.com Arena em Los Angeles, Califórnia em 9 de março de 2025. Este foi o primeiro evento da AEW realizado na Crypto.com Arena, já que todos os eventos anteriores em Los Angeles foram realizados no Kia Forum, localizado nas proximidades de Inglewood.

### Rivalidades
Revolution contou com lutas de luta livre profissional que envolveram diferentes lutadores de rivalidades preexistentes e enredos de história, escritos pelos escritores da AEW. As histórias foram produzidas nos programas semanais de televisão da AEW, Dynamite e Collision.

## Evento
| Papel                      | Nome                                                                  |
| -------------------------- | --------------------------------------------------------------------- |
| Comentaristas em inglês    | Excalibur (Pré-show e PPV)                                            |
| Comentaristas em inglês    | Tony Schiavone (Pré-show e PPV)                                       |
| Comentaristas em inglês    | Taz (Pré-show e PPV)                                                  |
| Comentaristas em inglês    | Nigel McGuinness (PPV)                                                |
| Comentaristas em inglês    | Jim Ross (lutas pelo título mundial e feminino da AEW)                |
| Comentaristas em inglês    | Don Callis (luta pelo título internacional e na luta na jaula de aço) |
| Comentaristas em inglês    | Matt Menard (Pré-show)                                                |
| Comentaristas em espanhol  | Carlos Cabrera                                                        |
| Comentaristas em espanhol  | Alvaro Riojas                                                         |
| Comentaristas em espanhol  | Ariel Levy                                                            |
| Anunciadores de ringue     | Justin Roberts (PPV)                                                  |
| Anunciadores de ringue     | Arkady Aura (Pré-show)                                                |
| Árbitros                   | Aubrey Edwards                                                        |
| Árbitros                   | Bryce Remsburg                                                        |
| Árbitros                   | Mike Posey                                                            |
| Árbitros                   | Paul Turner                                                           |
| Árbitros                   | Rick Knox                                                             |
| Árbitros                   | Stephon Smith                                                         |
| Apresentadores do pré-show | Renee Paquette                                                        |
| Apresentadores do pré-show | RJ City                                                               |
| Apresentadores do pré-show | Jeff Jarrett                                                          |
| Apresentadores do pré-show | Paul Walter Hauser                                                    |

## Resultados
| Nº                                          | Resultados | Estipulações                                                                                                  | Tempo |
| ------------------------------------------- | --- | --- | ----- |
| Pré- show                                   | Komander e Hologram (com Alex Abrahantes) derrotaram Lee Johnson e Blake Christian | Luta de duplas                                                                                                | 9:54  |
| Pré- show                                   | Daniel Garcia e The Undisputed Kingdom (Adam Cole, Roderick Strong e Kyle O'Reilly) derrrotaram Shane Taylor Promotions (Shane Taylor, Carlie Bravo, Lee Moriarty e Capt. Shawn Dean) por submissão       | Luta de quartetos                                                                                             | 9:10  |
| Pré- show                                   | "Big Boom!" A.J. (com Big Justice) e The Conglomeration (Orange Cassidy e Mark Briscoe) (com Big Justice e The Rizzler) derrotaram Johnny TV e MxM Collection (Mansoor e Mason Madden) (com Taya Valkyrie | Luta de trios                                                                                                 | 12:54 |
| 4                                           | "Hangman" Adam Page derrotou MJF | Luta individual                                                                                               | 19:10 |
| 5                                           | Mercedes Moné (c) derrotou Momo Watanabe por submissão | Luta individualpelo Campeonato TBS da AEW                                                                     | 18:30 |
| 6                                           | Swerve Strickland (com Prince Nana) derrotou Ricochet | Luta individual para determinar o desafiante número 1 ao Campeonato Mundial da AEW                            | 18:10 |
| 7                                           | Kazuchika Okada (c) derrotou Brody King | Luta individual pelo Campeonato Continental da AEW                                                            | 10:56 |
| 8                                           | The Hurt Syndicate (Bobby Lashley e Shelton Benjamin) (c) (com MVP) derrotou The Outrunners (Turbo Floyd e Truth Magnum)                                                                                  | Luta de duplas pelo Campeonato Mundial de Duplas da AEW                                                       | 8:40  |
| 9                                           | "Timeless" Toni Storm (c) (com Luther) derrotou Mariah May | Luta The Hollywood Ending Falls Count Anywhere pelo Campeonato Mundial Feminino da AEW                        | 12:53 |
| 10                                          | Kenny Omega derrotou Konosuke Takeshita (c) (com Don Callis) | Luta individual pelo Campeonato Internacional da AEW                                                          | 28:30 |
| 11                                          | Will Ospreay derrotou Kyle Fletcher | Luta em uma jaula de aço                                                                                      | 29:00 |
| 12                                          | Jon Moxley (c) derrotou Cope e Christian Cage por submissão técnica | Luta three-way pelo Campeonato Mundial da AEW Esta foi a luta de cash-in do contrato Casino Gauntlet de Cage. | 26:35 |
| (c) – Refere-se aos campeões antes da luta. | | |       |